# Калликрат (стратег)
Калликрат из Леонтия — древнегреческий политический деятель II века до н. э., занимал должность стратега Ахейского союза в 178—177 годах до н. э.
Принадлежал к проримской партии Ахейского союза, пришедшей к власти в 181—180 годах до н. э., сменив умеренную партию Ликорта. В 179 году до н. э. несмотря на убеждения Калликрата и стратега Гипербата покориться требованию римлян вернуть домой спартанских изгнанников, а также выполнять впредь все их решения, верх взяло мнение партии Ликорта, настоявший на приоритете ахейских законов над требованиями римлян. Отправленный с таким решением ахейцев с посольством в Рим, Калликрат в сенате заявил совсем не то, что ему было поручено, а своё мнение. Из-за этого предательства ахейских интересов их послом и выступления спартанских изгнанников, римский сенат впервые начал действовать в своей политике в Греции так, чтобы ослаблять партию благонамеренных граждан и усиливать ту, которая заискивала перед ним. Ввиду таких действий Калликрата Ахейский союз, номинально на равных разговаривавший с Римом, теперь окончательно занял подчинённое положение. Прибыв в Ахайю из Рима, он был избран в стратеги и своей волей вернул домой спартанских и мессенских изгнанников.
В 174 году до н. э. благодаря ему ахейцы отклонили предложение стратега Ксенарха о союзе с Персеем Македонским.
В 168 году до н. э. его происками ахейцы не отправили помощь египетским царям Птолемеям Филометору и Эвергету, несмотря на старания партии Ликорта.
В 167 году до н. э. по завершении Третьей Македонской войны свыше тысячи ахейцев, указанных Калликратом римлянам как сочувствовавших Македонии, были интернированы в Италию, откуда лишь немногие смогли вернуться через 17 лет.
В 153 году до н. э. Калликрат настоял на неоказании ахейцами помощи Родосу в их войне с критскими городами, заявив, что нельзя воевать с кем-либо без соизволения римлян. В 150 году до н. э. потребовал смертной казни для стратега Меналкида, который получил от жителей Оропа взятку в 10 талантов, прибег к помощи Калликрата за половину этой суммы, но обманул его. В 149 году до н. э. вместе с Диэем был отправлен послом в Рим против спартанских изгнанников, но умер на Родосе, по свидетельству Павсания, «оказав этим родине неоценимую пользу».